# Aquarium (album của Aqua)
Aquarium là album phòng thu đầu tay của nhóm nhạc đến từ Đan Mạch và Na Uy Aqua, phát hành lần đầu tiên tại Scandinavia vào ngày 26 tháng 3 năm 1997 và tại Hoa Kỳ vào ngày 9 tháng 9 năm 1997 bởi Universal Music Group. Mặc dù nhóm đã ra mắt trong ba năm dưới tên gọi ban đầu là Joyspeed, đĩa đơn duy nhất của họ được phát hành dưới cái tên này là "Itzy Bitsy Spider". Sau đó, nhóm bắt đầu hoạt động như là Aqua và bắt đầu thử nghiệm những âm thanh Eurodance cho album đã tạo nên thương hiệu của họ sau này.
Bảy đĩa đơn đã được phát hành từ album. Hai đĩa đơn đầu tiên, "Roses Are Red" và "My Oh My" đã gặt hái một số thành công nhất định tại thị trường Đan Mạch và Na Uy, trong đó đĩa đơn sau đã được tái phát hành vào năm 1998 và trở thành một bản hit top 10 tại nhiều quốc gia. Đĩa đơn thứ ba, "Barbie Girl" được ghi nhận là một bước ngoặt lớn trong sự nghiệp âm nhạc quốc tế của nhóm, đứng đầu nhiều bảng xếp hạng trên toàn cầu và trở thành trở thành một trong những đĩa đơn bán chạy nhất mọi thời đại. Hai đĩa đơn khác là "Doctor Jones" và "Turn Back Time" đều trở thành những bản hit lớn, đạt vị trí quán quân tại nhiều quốc gia cũng như giúp nhóm trở thành một trong những nghệ sĩ hiếm hoi sở hữu ba đĩa đơn đầu tay đều đạt vị trí số một tại Vương quốc Anh. Những đĩa đơn còn lại như "Lollipop (Candyman)" và "Good Morning Sunshine" cũng gặt hái một số thành công nhất định trên các bảng xếp hạng.
Sau khi phát hành, Aquarium đã gặt hái những thành tích vượt trội về mặt thương mại. Nó đạt vị trí quán quân ở Úc, Canada, Đan Mạch, Ý, Hà Lan, New Zealand, Na Uy và Thụy Điển, và lọt vào top 10 ở hầu hết những thị trường nó xuất hiện. Tại Hoa Kỳ, album đạt vị trí thứ 7 trên bảng xếp hạng Billboard 200 và được chứng nhận ba đĩa Bạch kim từ Hiệp hội Công nghiệp ghi âm Hoa Kỳ với việc công nhận ba triệu đĩa đã được tiêu thụ tại đây. Đây là album bán chạy thứ ba tại Đan Mạch từ trước đến nay, và trở thành một trong những album Eurodance thành công nhất mọi thời đại với 14 triệu bản được bán ra trên toàn thế giới. Thành công của album cũng giúp khẳng định tên tuổi Aqua như là một trong những nghệ sĩ thành công nhất thuộc thể loại này.

## Danh sách bài hát
| STT | Nhan đề                 | Sáng tác                                         | Sản xuất                                                                      | Thời lượng |
| --- | ----------------------- | ------------------------------------------------ | ----------------------------------------------------------------------------- | ---------- |
| 1.  | "Happy Boys & Girls"    | Søren Rasted Claus Norreen René Dif Lene Nystrøm | Johnny Jam Delgado Rasted Norreen                                             | 3:37       |
| 2.  | "My Oh My"              | Rasted Norreen Dif                               | Johnny Jam Delgado Rasted Norreen                                             | 3:25       |
| 3.  | "Barbie Girl"           | Rasted Norreen Dif Nystrøm                       | Johnny Jam Delgado Rasted Norreen                                             | 3:16       |
| 4.  | "Good Morning Sunshine" | Rasted Norreen Dif                               | Johnny Jam Delgado Rasted Norreen                                             | 4:03       |
| 5.  | "Doctor Jones"          | Anders Øland Rasted Norreen Dif                  | Johnny Jam Delgado Rasted Norreen                                             | 3:22       |
| 6.  | "Heat of the Night"     | Rasted Norreen                                   | Rasted Norreen Hartmann & Langhoff                                            | 3:33       |
| 7.  | "Be a Man"              | Rasted Norreen Nystrøm                           | Tommy Ekman Per Adebratt                                                      | 4:22       |
| 8.  | "Lollipop (Candyman)"   | Rasted Norreen Nystrøm Dif Hartmann & Langhoff   | Johnny Jam Delgado Rasted Norreen                                             | 3:35       |
| 9.  | "Roses Are Red"         | Rasted Norreen Dif Nystrøm Hartmann & Langhoff   | Hartmann & Langhoff                                                           | 3:43       |
| 10. | "Turn Back Time"        | Rasted Norreen                                   | Johnny Jam Delgado Rasted Norreen                                             | 4:09       |
| 11. | "Calling You"           | Rasted Norreen Dif Hartmann & Langhoff           | Rasted Norreen Hartmann & Langhoff Johnny Jam (giọng hát) Delgado (giọng hát) | 3:33       |

| Đĩa 2: Aquarium – Remixed | Đĩa 2: Aquarium – Remixed                               | Đĩa 2: Aquarium – Remixed |
| STT                       | Nhan đề                                                 | Thời lượng                |
| ------------------------- | ------------------------------------------------------- | ------------------------- |
| 1.                        | "Barbie Girl" (bản mở rộng)                             | 5:16                      |
| 2.                        | "My Oh My" (bản mở rộng)                                | 5:06                      |
| 3.                        | "Roses Are Red" (bản club)                              | 7:01                      |
| 4.                        | "Lollipop" (Razor 'N' Go "Lick It" Mix)                 | 12:20                     |
| 5.                        | "My Oh My" (H20 Club Remix)                             | 7:34                      |
| 6.                        | "Barbie Girl" (Dirty Rotten Scoundrel Clinical 12" Mix) | 8:37                      |

| Track bổ sung bản tái phát hành | Track bổ sung bản tái phát hành                  | Track bổ sung bản tái phát hành |
| STT                             | Nhan đề                                          | Thời lượng                      |
| ------------------------------- | ------------------------------------------------ | ------------------------------- |
| 12.                             | "Barbie Girl" (bản mở rộng)                      | 5:16                            |
| 13.                             | "My Oh My" (bản mở rộng)                         | 5:06                            |
| 14.                             | "Roses Are Red" (bản club)                       | 7:00                            |
| 15.                             | "Lollipop" (Razor 'N' Go "Lick It" Mix)          | 12:16                           |
| 16.                             | "Barbie Girl" (Dirty Rotten Scoundrel Radio Mix) | 4:12                            |

| Track bổ sung bản Giáng sinh giới hạn | Track bổ sung bản Giáng sinh giới hạn                   | Track bổ sung bản Giáng sinh giới hạn |
| STT                                   | Nhan đề                                                 | Thời lượng                            |
| ------------------------------------- | ------------------------------------------------------- | ------------------------------------- |
| 12.                                   | "Didn't I"                                              | 3:17                                  |
| 13.                                   | "My Oh My" (Spike, Clyde 'N' Eightball Club Mix)        | 5:02                                  |
| 14.                                   | "Lollipop (Candyman)" (bản mở rộng)                     | 5:28                                  |
| 15.                                   | "Turn Back Time" (Love to Infinity's Classic Radio Mix) | 3:20                                  |
| 16.                                   | "Doctor Jones" (Metro's 7" chỉnh sửa)                   | 3:36                                  |
| 17.                                   | "The Official Megamix"                                  | 11:16                                 |

| Track bổ sung bản Đĩa hình | Track bổ sung bản Đĩa hình              | Track bổ sung bản Đĩa hình | Track bổ sung bản Đĩa hình           | Track bổ sung bản Đĩa hình |
| STT                        | Nhan đề                                 | Sáng tác                   | Sản xuất                             | Thời lượng                 |
| -------------------------- | --------------------------------------- | -------------------------- | ------------------------------------ | -------------------------- |
| 12.                        | "Didn't I"                              |                            | Rasted, Norreen, Johnny Jam, Delgado | 3:22                       |
| 13.                        | "Doctor Jones" (Molella & Phil Jay Mix) | Anders Øland, Dif          | Rasted, Norreen, Johnny Jam, Delgado | 5:29                       |

| Track bổ sung tại Nhật | Track bổ sung tại Nhật          | Track bổ sung tại Nhật |
| STT                    | Nhan đề                         | Thời lượng             |
| ---------------------- | ------------------------------- | ---------------------- |
| 12.                    | "Didn't I"                      | 3:17                   |
| 13.                    | "Roses Are Red" (Disco 70' Mix) | 3:17                   |

| Track bổ sung tại Hàn Quốc | Track bổ sung tại Hàn Quốc       | Track bổ sung tại Hàn Quốc |
| STT                        | Nhan đề                          | Thời lượng                 |
| -------------------------- | -------------------------------- | -------------------------- |
| 12.                        | "Roses Are Red" (bản club)       | 7:01                       |
| 13.                        | "Roses Are Red" (club chỉnh sửa) | 4:12                       |
| 14.                        | "Roses Are Red" (Disco 70' Mix)  | 3:10                       |

## Xếp hạng
| Bảng xếp hạng (1997–98)                  | Vị trí cao nhất |
| ---------------------------------------- | --------------- |
| Album Úc (ARIA)                          | 1               |
| Album Áo (Ö3 Austria)                    | 4               |
| Album Bỉ (Ultratop Vlaanderen)           | 4               |
| Album Bỉ (Ultratop Wallonie)             | 3               |
| Canada (RPM)                             | 1               |
| Canada (Soundscan)                       | 1               |
| Đan Mạch (Hitlisten)                     | 1               |
| Châu Âu (Top 100)                        | 4               |
| Album Hà Lan (Album Top 100)             | 6               |
| Album Phần Lan (Suomen virallinen lista) | 2               |
| Album Pháp (SNEP)                        | 11              |
| Đức (Offizielle Top 100)                 | 6               |
| Ireland (IRMA)                           | 6               |
| Ý (FIMI)                                 | 1               |
| Nhật Bản (Oricon)                        | 41              |
| Malaysia (RIM)                           | 3               |
| Album New Zealand (RMNZ)                 | 1               |
| Album Na Uy (VG-lista)                   | 1               |
| Bồ Đào Nha (AFP)                         | 5               |
| Tây Ban Nha (PROMUSICAE)                 | 3               |
| Album Thụy Điển (Sverigetopplistan)      | 1               |
| Album Thụy Sĩ (Schweizer Hitparade)      | 3               |
| Album Anh Quốc (OCC)                     | 6               |
| Album Hoa Kỳ Billboard 200               | 7               |

| Bảng xếp hạng (1997)               | Vị trí |
| ---------------------------------- | ------ |
| Australian Albums (ARIA)           | 43     |
| Belgian Albums (Ultratop Flanders) | 35     |
| Belgian Albums (Ultratop Wallonia) | 76     |
| Danish Albums (Hitlisten)          | 1      |
| Dutch Albums (MegaCharts)          | 63     |
| New Zealand (Recorded Music NZ)    | 27     |
| Swedish Albums (Sverigetopplistan) | 1      |
| UK Albums (OCC)                    | 79     |
| US Billboard 200                   | 74     |
| Bảng xếp hạng (1998)               | Vị trí |
| Australian Albums (ARIA)           | 2      |
| Austrian Albums (Ö3 Austria)       | 20     |
| Belgian Albums (Ultratop Flanders) | 15     |
| Belgian Albums (Ultratop Wallonia) | 17     |
| Canadian Albums (RPM)              | 5      |
| Danish Albums (Hitlisten)          | 15     |
| Dutch Albums (MegaCharts)          | 29     |
| French Albums (SNEP)               | 34     |
| German Albums (Offizielle Top 100) | 19     |
| Italian Albums (Hit Parade)        | 4      |
| New Zealand (Recorded Music NZ)    | 15     |
| Swedish Albums (Sverigetopplistan) | 17     |
| Swiss Albums (Schweizer Hitparade) | 15     |
| UK Albums (OCC)                    | 36     |
| US Billboard 200                   | 36     |

## Chứng nhận
| Quốc gia                                                                           | Chứng nhận  | Số đơn vị/doanh số chứng nhận |
| ---------------------------------------------------------------------------------- | ----------- | ----------------------------- |
| Úc (ARIA)                                                                          | 6× Bạch kim | 420.000^                      |
| Áo (IFPI Áo)                                                                       | Vàng        | 25.000*                       |
| Bỉ (BEA)                                                                           | Bạch kim    | 50.000*                       |
| Brasil (Pro-Música Brasil)                                                         | Vàng        | 100.000*                      |
| Canada (Music Canada)                                                              | Kim cương   | 1,083,000                     |
| Phần Lan (Musiikkituottajat)                                                       | 2× Bạch kim | 72,757                        |
| Pháp (SNEP)                                                                        | Bạch kim    | 471,000                       |
| Đức (BVMI)                                                                         | Vàng        | 250.000^                      |
| Hồng Kông (IFPI Hồng Kông)                                                         | 2× Bạch kim | 40.000*                       |
| Na Uy (IFPI)                                                                       | 4× Bạch kim | 200.000*                      |
| New Zealand (RMNZ)                                                                 | Bạch kim    | 15.000^                       |
| Thụy Điển (GLF)                                                                    | 5× Bạch kim | 400.000^                      |
| Thụy Sĩ (IFPI)                                                                     | Vàng        | 25.000^                       |
| Anh Quốc (BPI)                                                                     | Bạch kim    | 501,000                       |
| Hoa Kỳ (RIAA)                                                                      | 3× Bạch kim | 3.000.000^                    |
| Tổng hợp                                                                           |             |                               |
| Châu Âu (IFPI)                                                                     | 4× Bạch kim | 4.000.000*                    |
| * Chứng nhận dựa theo doanh số tiêu thụ. ^ Chứng nhận dựa theo doanh số nhập hàng. |             |                               |